# Гокучін (гора)
Гора Гокучін  (яп. 北鎮岳, Hokuchin-dake) - лавовий купол, який знаходиться в межах вулканічної групи Дайсецузан гір  Ішікарі, Хоккайдо, Японія.

## Дивіться також
- Список вулканів Японії
- Список гір Японії